# Dioscorea jaliscana
Dioscorea jaliscana är en enhjärtbladig växtart som beskrevs av Sereno Watson. Dioscorea jaliscana ingår i släktet Dioscorea och familjen Dioscoreaceae. Inga underarter finns listade i Catalogue of Life.